# Kaparspindlar
Kaparspindlar (Mimetidae) är en familj av spindlar som innehåller omkring 152 beskrivna arter världen över, uppdelade på 12 olika släkten.

## Kännetecken
Kaparspindlar varierar i storlek från omkring 3 till 7 millimeter och färgteckningen är oftast brunaktig eller gulaktig. Många arter har en spräcklig mönstring på bakkroppen och bandade ben, men det finns också arter som är mer enhetligt färgade. 
Ett särskilt kännetecken för familjen är att benen är tätt försedda med rader av längre och kortare taggar, som egentligen är omvandlade hår. På de två främre benparen är taggarna, särskilt de korta, kraftigt böjda. 

## Utbredning
Utbredningsområdet för familjen omfattar Eurasien och Sydamerika, delar av Nordamerika, Afrika, Australien och Sydostasien.

## Levnadssätt
Kaparspindlar har ett långsamt beteende och rör sig vanligen ganska sakta. De livnär sig främst på andra spindlar, som oftast fångas genom att kaparspindeln söka upp en annan spindels nät och rycker i trådarna på ett sådant sätt att det imiterar rörelserna av en fångad insekt eller en potentiell partner. När innehavaren av nätet kommer för att undersöka saken fångar kaparspindeln bytet genom att bita den andra spindeln i benet. Detta får bytet att paralyseras eller snabbt dö, varefter kaparspindeln kan äta upp det genom att suga i sig kroppsvätskorna. 
Kaparspindlarna själva spinner inga fångstnät, utan endast enkla trådar att hänga i. Honan spinner också en äggsäck och trådar att hänga upp denna i. Hanens uppvaktning av honan går som regel försiktigt till, eftersom det kan vara en ganska fin gräns mellan när han betraktas som en partner respektive ett byte.